# Paul Riebesell
Paul Riebesell (Hamburgo, 9 de junho de 1883 – Hamburgo, 16 de março de 1950) foi um matemático de seguros alemão, presidente da Hamburger Feuerkasse. 

## Vida
Riebesell estudou matemática e ciências naturais na Universidade de Kiel, onde obteve um doutorado em 1905 orientado por Paul Stäckel.
Riebesell foi membro do Partido Nacional Socialista dos Trabalhadores Alemães (NSDAP). Em novembro de 1933 assinou a Declaração dos Professores Alemães por Adolf Hitler.
Foi palestrante convidado do Congresso Internacional de Matemáticos em Zurique (1932) e Oslo (1936: Die mittlere Abweichung bei Anormaler Verteilung und ihre Bedeutung für die Versicherungspraxis).

## Obras
- Mathematische Statistik und Biometrik (1932, 1944)
- Mathematik des täglichen Lebens (1942, nach 1945 in der SBZ ausgesondert[3], 1948)
- Coeditor: Handbuch der Versicherung (Hamburg 1938)
- Einführung in die Sachversicherungsmathematik (1936)
- Die Relativitätstheorie im Unterricht (1926)
- Über die geometrischen Deutungen der Relativitätstheorie, Mitteilungen der mathematischen Gesellschaft 5 (1914), S. 130–140.
- Die Beweise für Relativitätstheorie, Naturwissenschaften 4 (1916), S. 97–101.
- Mathematik im Krieg (1916)
- Photogrammetrie in der Schule (1914)